# 1999 BF12
1999 BF12 är en asteroid i huvudbältet som upptäcktes 22 januari 1999 av den japanska astronomen Takao Kobayashi vid Ōizumi-observatoriet.
Den tillhör asteroidgruppen Eunomia.